# Rosegarden
Rosegarden je svobodný software postavený na Qt4, linuxový MIDI a zvukový sekvencer a editor not, jehož účelem je přinést možnosti sekvenceru lidem, kteří upřednostňují práci s notami (a Linux). Rosegarden umožňuje nahrávat, uspořádávat a skládat hudbu ve formátu tradičního MIDI nebo zvukových souborů. Umožňuje přidávat efekty do nahraných zdrojů a míchat před vypálením na CD. Obsahuje propracovaný notový editor pro kvalitní tiskový výstup přes tiskový systém LilyPond. Používá ALSA. Je náhradní možností k programům, jako je Cubase.
Syntetizátor je dostupný jako přídavný modul a je možné použití vnějšího syntetizátoru MIDI, hardwarového nebo softwarového (např. FluidSynth nebo TiMidity++) k získání jakéhokoli zvuku ze skladeb MIDI. Nejnovější verze Rosegardenu podporují rozhraní přídavného modulu softwarového syntetizátoru DSSI (Disposable Soft Synth Interface) a mohou použít některé přídavné moduly VST pro Windows prostřednictvím adaptéru.

## Historie
Nynější program Rosegarden se původně jmenoval Rosegarden-4, a to kvůli odlišení od předcházejícího programu těchže autorů nazývajícího se Rosegarden 2.1, který je nyní znám jako X11 Rosegarden. X11 Rosegarden je funkčně velice omezen, ale je ustálený na celé řadě operačních systémů vycházejících z filosofie operačního systému UNIX (UN*X) a na dalších platformách OpenVMS. V protikladu k tomu, protože Rosegarden(-4) používá linuxový systém ALSA, dá se provozovat na nelinuxových systémech jen velice omezeně.
Projekt Rosegarden vznikl v roce 1993 na Bathské univerzitě pro IRIX. Rosegarden 2.1 (X11 Rosegarden) byl vydán pod GPL v 1997; Rosegarden(-4) začal v dubnu 2000. Verze 1.0 byla vydána 14. února 2005, a verze 1.2.4 14. července 2006. Nynější vydání je 17.12, a bylo vydáno 18. prosince 2014.

## Vývojáři
Rosegarden byl až do verze 1.0 vyvíjen Chrisem Cannamem, Richardem Bownem a Guillaumem Laurentem. Od té doby bylo každé vydání vyvíjeno jinou směsicí hlavních a vedlejších přispívajících do projektu, zahrnujíce v to, ale netýká se to jen jich, D. Michaela McIntyrea, Pedra Lopeze-Cabanillase, a Heikki Junesovou. Bown svoji účast na projektu ukončil, zatímco Laurent se začal věnovat svému zájmu o přenesení programu na Mac OS X s využitím Cocoa v ještě nepojmenovaném osamostatněném projektu.

## Vlastnosti
- MIDI a přehrávání a nahrávání zvuku prostřednictvím ALSA a JACK (JACK Audio Connection Kit)
- Editory váleček, notový zápis, seznam událostí a přehled stop
- Syntetizátor DSSI (Disposable Soft Synth Interface) a podpora pro přídavné moduly se zvukovými efekty, včetně efektů VST pro Windows a podpory nástrojů přes dssi-vst
- Podpora pro přídavné moduly se zvukovými efekty LADSPA
- Podpora přehrávání JACK (JACK Audio Connection Kit) pro synchronizaci s jinými programy na práci se zvukem
- Možnost sestavení a běhu bez JACK, k použití jen pro MIDI
- Posouzení provedení dat MIDI
- Soubory sdílitelných zařízení (.rgd) ke zjednodušení přenositelnosti MIDI
- Spouštěné části pro sekvenční zpracování vzoru a proveditelné melodické ozdoby
- Směšovače zvuku a MIDI
- Podpora pro nahrávání souborů MIDI a programu Hydrogen
- Ukládání do souborů MIDI, Csound, LilyPond a MusicXML (včetně vytváření výstupu s notami ve formátech PostScript a PDF)